# Kaplica św. Jerzego w Trzebiatowie
Kaplica św. Jerzego w Trzebiatowie (łac. Domus leprosorum) – jedna z trzech zachowanych w Trzebiatowie gotyckich kaplic szpitalnych, znajdująca się przy ul. Kołobrzeskiej 6, od XIX wieku po przebudowie pełni funkcję domu mieszkalnego.
Kaplica św. Jerzego została ufundowana przez radę miejską w XIV wieku na potrzeby szpitala dla trędowatych. W związku z funkcją jaką pełniła nie znalazła się w obrębie murów miejskich tak jak dwa pozostałe przytułki, ale postawiono ją na przedmieściu przy drodze z Trzebiatowa do Kołobrzegu.
W okresie reformacji została zamieniona na dom dla ubogich, w XIX wieku przebudowano ją na kamienicę czynszową.